# توماش ویتوویچ
توماش گژگوژ ویتوویچ (انگلیسی: Tomasz Grzegorz Wójtowicz؛ زادهٔ ۲۹ سپتامبر ۱۹۵۳) بازیکن سابق و مربی فعلی والیبال اهل لهستان است.
توماش در المپیک ۱۹۷۶ یکی از اعضای تیم ملی لهستان بود که به مدال طلا دست یافت.